# نییری
نییری (به مجاری:  Nyíri) یک منطقهٔ مسکونی در مجارستان است که در بورشود-آبااوی-زمپلن واقع شده‌است.